# Луцій Азіній Галл
Лу́цій Азі́ній Афі́ній Галл (лат. Lucius Afinius Asinius Gallus; I ст. н. е.) — політичний, державний і військовий діяч ранньої Римської імперії, ординарний консул 62 року.

## Життєпис
Походив з роду нобілів Азініїв. Ймовірно батьків його звали Луцій Азіній Галл та Афінія. Про життя мало відомостей. Цілком підтримував імператора Нерона. З січня до кінця червня 62 року був консулом разом з Публієм Марієм. Подальша доля його невідома.